# Ziarnistość
Ziarnistość – cecha materiału lub wielkość określająca występowanie jednorodnych skupisk (ziaren) w tym materiale.  

## W fotografii
Ziarnistość w fotografii to określenie opisujące wizualne ukazanie się nieregularnych skupisk naświetlonych i wywołanych ziaren halogenków srebra na filmie lub papierze fotograficznym (tzw. ziarnistość subiektywna) – jest najbardziej widoczna w najjaśniejszych obszarach fotografii. Określenie „duża ziarnistość” zdjęcia oznacza, inaczej niż w innych zastosowaniach tego pojęcia, występowanie niewielkiej liczby dużych ziaren.

## W materiałach ściernych
Ziarnistość materiału ściernego (np. papieru ściernego) oznacza wielkość i liczbę ziaren przypadających na jednostkę powierzchni. Na przykład papier o ziarnistości 1200 ma dużo drobnych ziaren, jest stosunkowo gładki i nadaje się do polerowania gładkich powierzchni. Natomiast papier 40 posiada bardzo duże ziarna i jest używany głównie do obróbki zgrubnej. Wielkość ziarnistości to liczba oczek na 1 cal kwadratowy sita, użytego do przesiania ziaren użytych do produkcji danego materiału. Im ta wartość wyższa, tym ziarna drobniejsze i gęściej ułożone.